# Державний кордон Лівії

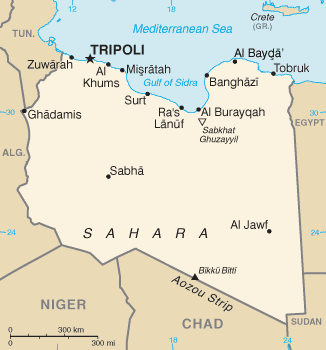
Карта Лівії

Державний кордон Лівії — державний кордон, лінія на поверхні Землі та вертикальна поверхня, що проходить по цій лінії, що визначають межі державного суверенітету Лівії над власними територією, водами, природними ресурсами в них і повітряним простором над ними.

## Сухопутний кордон
Загальна довжина кордону —  км. Лівія межує з 6 державами. Уся територія країни суцільна, тобто анклавів чи ексклавів не існує.
Ділянки державного кордону
| Держава | Ділянка         | Довжина (км) | Прикордонні регіони | Примітки |
| ------- | --------------- | ------------ | ------------------- | -------- |
| Алжир   | захід           | 989          |                     |          |
| Чад     | схід            | 1050         |                     |          |
| Єгипет  | схід            | 1115         |                     |          |
| Нігер   | південний захід | 342          |                     |          |
| Судан   | південний схід  | 382          |                     |          |
| Туніс   | північний захід | 461          |                     |          |

## Морські кордони
Лівія на півночі омивається водами затоки Великий Сирт (Сідра) і безпосередньо Середземного моря Атлантичного океану. Загальна довжина морського узбережжя 1770 км. Згідно з Конвенцією Організації Об'єднаних Націй з морського права (UNCLOS) 1982 року, протяжність територіальних вод країни встановлено в 12 морських миль (22,2 км). Внутрішні води затоки Сідра обмежує умовна лінія на широті 32° 30'. Виключна економічна зона встановлена на відстані 62 морські милі.

## Спірні ділянки кордону
Смуга Аузу на півдні, на кордоні з Чадом. 1994 року Міжнародний суд встановив державний суверенітет Чаду над цією територією.